# Johannes Molzahn
Johannes Ernst Ludwig Molzahn (* 21. Mai 1892 in Duisburg; † 31. Dezember 1965 in München) war ein deutsch-US-amerikanischer Maler und Grafiker.

## Leben
Der in Duisburg geborene Molzahn zog bereits im Jahr seiner Geburt nach Weimar. Nach einer Berufsausbildung zum Fotografen und der Teilnahme am Unterricht an der Großherzoglichen Zeichenschule in Weimar 1904–1907 ging er in die Schweiz. Dort schloss er sich dem Künstlerkreis um Otto Meyer-Amden an. Es folgen Kontakte zu Oskar Schlemmer, Johannes Itten und Willi Baumeister, die seine künstlerische Entwicklung hin zu einem mystisch-kosmologisch geprägten Expressionismus maßgeblich beeinflussen.
Er begann bereits früh mit der Malerei, so dass ihm bereits 1914 eine Ausstellung in Weimar gewidmet war, die von Karl Peter Röhl organisiert worden war. Nach dem Ersten Weltkrieg, der seine frühe künstlerische Entwicklungsphase unterbrach, kehrte Molzahn nach Weimar zurück und sein Atelier wurde zum lokalen Zentrum progressiver Künstler, mit engen Kontakten zur Berliner „Novembergruppe“ und dem „Arbeitsrat für Kunst“. Seine Bestrebungen einer Erneuerung der Künste kulminierten in einem „Manifest des absoluten Expressionismus“, welches er in Waldens Zeitschrift „Der Sturm“ veröffentlichte. Er gehörte zu den Unterstützern des zwischen 1918 und 1921 bestehenden Arbeitsrats für Kunst, einem Zusammenschluss von Architekten, Malern, Bildhauern und Kunstschriftstellern, und stellte seine Werke auch für Ausstellungen dieses Zusammenschlusses zur Verfügung. Daneben folgten Ausstellungen in der Galerie Der Sturm, einer nach der gleichnamigen Zeitschrift benannten und von Herwarth Walden gegründeten Kunstgalerie in Berlin, in der unter anderem auch Kurt Schwitters ausstellte.
Außerdem gründete Molzahn im Jahr 1918 mit Rudolf Jahns und Thilo Maatsch die „Gesellschaft der Freunde junger Kunst“ in Braunschweig. Zu deren Mitgliedern gehörten auch Lyonel Feininger und Paul Klee. Zudem entwarf Wassily Kandinsky das Signet der Gruppe. Ebenfalls 1918 wurde er Mitglied der in Berlin gegründeten Novembergruppe.
1919 heiratete er in Weimar die Schriftstellerin Ilse Molzahn, geb. Schwollmann, mit der er zwei Söhne hatte. 1920 übersiedelte das Ehepaar nach Soest, in das Haus von Ilse Molzahns Großeltern. Michael Molzahn wurde am 28. Dezember 1920 in Soest, der zweite Sohn, Ernst-Uriel, wurde am 22. März 1924 geboren. In Westfalen widmet er sich verstärkt werbegrafischen Arbeiten und gestaltet unter anderem Drucksachen für die Fagus-Werke in Alfeld an der Leine.
Er stand danach dem 1919 von Walter Gropius in Weimar gegründeten Bauhaus nahe, ehe er mit Beginn der 1920er Jahre der Abstrakten Malerei annäherte, wobei seine Bilder oft figurale Elemente und Motive zeigen. 1921 fand in der Düsseldorfer Galerie von Alfred Flechtheim eine kleine „Collection utopisch-phantastischer Maschinen & Apparate“ mit dem Titel Zeit Taster statt.
Auf Empfehlung von Bruno Taut wurde Molzahn 1923, gegen den Willen des Schulvorstandes und auch des Ministeriums, durch den Magistrat der Stadt zum Leiter der Klasse für Gebrauchsgrafik der Kunstgewerbe- und Handwerkerschule Magdeburg berufen. Molzahn wurde mit seiner sehr modernen Kunstauffassung zu einer prägenden Kraft. Er sah im Ingenieur den Künstler seiner Zeit. Er nahm auch programmatisch Einfluss und forderte mit geringstem Aufwand eine materiell größtmögliche Wirkung in der Produktion zu erreichen.
1925 fand eine Ausstellung mit dem Titel „Das moderne Aquarell“ zusammen mit Arbeiten von Künstlern der Gruppe 1922 wie Otto Mueller, Konrad von Kardorff und Oskar Moll statt. Im selben Jahr die „Gesellschaft der Freunde junger Kunst“ zusammen mit Thilo Maatsch und Rudolf Jahns.
Später war er von 1928 bis 1933 Lehrer an der Staatlichen Akademie für Kunst und Kunstgewerbe Breslau, an der der Metallbildhauer Hermann Diesener zu seinen Schülern gehörte. Während dieser Zeit leitete er 1929 auch die Ausstellung der Werkbundsiedlung Breslau.
1937 wurden in der Nazi-Aktion „Entartete Kunst“ aus dem Kupferstichkabinett Berlin, dem Schlesischen Museum der Bildenden Künste Breslau, der Kunstsammlung der Stadt Breslau, der Städtischen Kunstsammlung Chemnitz, dem Städtischen Kunst- und Gewerbemuseum Dortmund, dem Museum für Kunst und Heimatgeschichte Erfurt, dem Museum Folkwang Essen, der Akademische Kunstsammlung der Universität Greifswald, dem Kaiser-Friedrich-Museum Magdeburg, dem Schlossmuseum Weimar und dem Nassauischen Landesmuseum Wiesbaden Werke beschlagnahmt.
Da seine Kunst verfemt wurde, emigrierte er 1938 in die USA. Dort war er bis 1941 Professor am Art Department der University of Washington in Seattle. Danach siedelte er nach New York über. 1943/1944 nahm er eine Professur an der School of Design in Chicago und von 1947 bis 1952 an der New School of Social Research in New York wahr. Eine Europareise 1958 führte schließlich zum Entschluss, 1959 mit seiner zweiten Frau Loretto Molzahn nach Deutschland zurückzukehren. 1965 wurde Molzahn zum Mitglied der Akademie der Künste in Berlin ernannt, verstarb jedoch noch im selben Jahr in München.

## Werk
Molzahn vertritt eine außergewöhnliche Position der Klassischen Moderne bis frühen Nachkriegsmoderne. Seine mechanistischen Darstellungen, in denen er aus rhythmisch gegliederten Linien, Farbflächen und typografischen Elementen figurative Szenerien schafft, verbinden souverän die konträren Welten von Abstraktion und Figuration. Die religiös und mythologisch geprägte Kunst nimmt in der Klassischen Moderne eine einzigartige Stellung ein. Dies gilt besonders für das Technisch-Mechanistische seiner Darstellungen sowie für die Verbindung von Figur und typografischen Elementen.
Einige seiner expressionistischen Werke sind heute im Lehmbruck-Museum seiner Geburtsstadt Duisburg ausgestellt. Bereits 1964 fand im neugebauten Gebäude des Lehmbruck-Museums eine erste Ausstellung seiner Gemälde, Aquarelle, Zeichnungen und Grafiken statt. Zwischen 1976 und 1977 folgte eine Ausstellung von Bildern, die zwischen 1943 und 1957 in den USA entstanden sind, in der Kunsthalle Nürnberg mit dem Titel Johannes Molzahn : Melodie einer Landschaft, sowie 1977 eine weitere Ausstellung des druckgrafischen Werkes im Lehmbruck-Museum. Zu seinem 120. Geburtstag wurde am 12. Mai 2012 im Schlesischen Museum zu Görlitz eine Ausstellung mit dem Titel Ungeliebte Avantgarde eröffnet.
Zu seinen bekannteren Bildern gehören Schöpfung I (1916), Schöpfung II (1916), Pulsender Stern (1919), Masculine Curves (1927) und Gedächtnis Otto Mueller (1930). Auf dem Kunstmarkt sind Werke Johannes Molzahns eher selten zu finden. Wenn allerdings ein Werk auf den Markt kommt, werden hohe Preise dafür bezahlt. Am 6. Juni 2012 wurde Molzahns Gemälde Musik, welches 1917 in der ersten Einzelausstellung in Herwath Waldens Galerie Der Sturm ausgestellt wurde, für rund 146.000 Euro bei VAN HAM Kunstauktionen versteigert.

## Ausstellungen

### Einzelausstellungen
- 1929: Johannes Molzahn, Galerie Flechtheim, Berlin
- 1936: Gemälde von Johannes Molzahn. Neue Arbeiten 1935/36, Galerie Geldhäuser, Berlin
- 1956: Johannes Molzahn: Gemälde, Aquarelle, Zeichnungen, Druckgraphik, Hessisches Landesmuseum Darmstadt
- 1957: Johannes Molzahn. Gemälde – Aquarelle – Graphik, Galerie Inge Ahlers, Mannheim
- 1958: Johannes Molzahn, Galerie Hella Nebelung, Düsseldorf
- 1960: Johannes Molzahn. Gemälde – Graphik aus der Zeit vor der Emigration 1916/1935, Kunstkabinett Klihm, München
- 1960: Johannes Molzahn. Drei Epochen seines Lebenswerks, Paula-Modersohn-Becker-Haus, Bremen
- 1964: Johannes Molzahn. Gemälde – Aquarelle – Zeichnungen – Graphik, Lehmbruck-Museum, Duisburg
- 1970: Exhibition of Paintings and Drawings by Johannes Molzahn, Goethe House, New York (US)
- 1972: Johannes Molzahn, Katholische Akademie in Bayern, München
- 1973: Johannes Molzahn, Neue Galerie am Landesmuseum Joanneum, Graz (AT)
- 1973: Johannes Molzahn – Ölgemälde, Aquarelle, Zeichnungen, Graphik, Kunstamt Berlin-Charlottenburg, Rathaus Charlottenburg, Berlin
- 1973: Johannes Molzahn, Galerie nächst St. Stephan – Rosemarie Schwarzwälder Wien (AT)
- 1974: Johannes Molzahn 1892–1965, Ostdeutsche Galerie, Regensburg
- 1976: Johannes Molzahn – Melodie einer Landschaft, Kunsthalle Nürnberg
- 1977: Johannes Molzahn 1892–1965 – Das druckgraphische Werk, Lehmbruck-Museum, Duisburg
- 1984: Johannes Molzahn, Obere Galerie / Haus am Lützowpark, Berlin
- 1988: Johannes Molzahn – das malerische Werk, Lehmbruck-Museum, Duisburg
- 1992: Johannes Molzahn zum 100. Geburtstag – Arbeiten auf Papier und Dokumente, Lehmbruck-Museum, Duisburg

### Gruppenausstellung (Auswahl)
- 1918: Johannes Molzahn, William Wauer, Oskar Fischer und Kunstschule der Sturm, Sturm-Galerie, 61. Ausstellung, Berlin
- 1920: Collectivausstellung, Galerie Flechtheim, Düsseldorf
- 1925: Rudolf Jahns, Thilo Maatsch, Johannes Molzahn, Gesellschaft der Freunde junger Kunst, Braunschweig
- 1930: Ausstellung vom 19. Januar bis 9. Februar 1930, Staatliche Akademie für Kunst und Kunstgewerbe, Breslau
- 1931: German Painting and Sculpture, Museum of Modern Art, New York (US)
- 1961: Der Sturm, Herwarth Walden und die Europäische Avantgarde Berlin 1912–1932, Nationalgalerie (Schloss Charlottenburg), Berlin
- 1968: Word and Image: Posters and Typography from the Graphic Design Collection of the Museum of Modern Art 1879–1967, Museum of Modern Art, New York (US)
- 1976: Walter Gropius. Bauten und Projekte 1906 bis 1969 – Johannes Molzahn. Melodie einer Landschaft, Kunsthalle Nürnberg
- 1991: Degenerate Art – The Fate of the Avant-Garde in Nazi Germany, Art Institute of Chicago (US); Los Angeles County Museum of Art, Los Angeles (US)
- 1993: Expressionist Utopias: Paradise, Metropolis, Architectural Fantasy, Los Angeles County Museum of Art, Los Angeles (US)
- 2006: Von Kirchner bis Baumeister. 50 Meisterwerke deutscher Malerei von 1900 bis 1950, Lehmbruck-Museum, Duisburg
- 2009: The New Typography, Museum of Modern Art, New York (US)
- 2012: Hand Signals: Digits, Fists and Talons, Museum of Modern Art, New York (US)
- 2013: Entartete Kunst – Angriff Auf Die Moderne, Museum Junge Kunst, Frankfurt/Oder
- 2016: How Should We Live? Propositions for the Modern Interior, Museum of Modern Art, New York (US)
- 2019: 513: Design for Modern Life, Museum of Modern Art, New York (US)

## Werke in öffentlichen Sammlungen (Auswahl)

### Deutschland
- Neue Nationalgalerie, Berlin
- Gemäldesammlung Lehmbruck Museum, Duisburg
- Museum Folkwang, Essen
- Digitale Sammlung Städel Museum, Frankfurt a. M.
- Schlesisches Museum zu Goerlitz
- Johannes Molzahn Zentrum, Kassel
- Städtisches Museum Abteiberg, Mönchengladbach
- Bayerische Staatsgemäldesammlung, München
- Pinakothek der Moderne, München

### International
- The British Museum, London (UK)
- Harvard Art Museums, Cambridge (US)
- Art Institute Chicago, Chicago (US)
- Getty Museum, Los Angeles (US)
- Yale University Art Gallery, New Haven, Connecticut (US)
- Brooklyn Museum, Brooklyn, New York (US)
- Metropolitan New York (US)
- Museum of Modern Art (MoMA), New York (US)
- Fine Arts Museums of San Francisco, San Francisco, California (US)
- McNay Art Museum, San Antonio (US)
- National Gallery of Art, Washington, D.C. (US)

## Entartete Kunst
1937 als „entartet“ nachweislich beschlagnahmte Werke u. a.:

### Tafelbilder
- Reiter im Chaos (Öl, 1916)
- Ferntaster III (Öl, 1920)
- Eine bessere Höhenmaschine (Öl, 1920)
- Jungfräuliche Konstellation (1920)
- Horizontal Vogel-Wesen (Öl, 1921)
- Der Gott der Flieger (1921)
- Familienbild I (Öl, um 1925)
- Legendäres II (Öl, 1928)
- Zwillinge (Öl, 1930)
- Mit dem Fliegenbuch II (Öl, 1931)

### Aquarelle
- Vogel Phönix (1922)
- Konstruktion in Rechtecken
- Räderwerk (1922)
- Der kleine Ingenieur (1922)

### Druckgrafik
- Zeit-Taster. Eine kleine Kollektion utopisch-phantastischer Maschinen und Apparate (Mappe mit sechs Radierungen und einer Farblithografie als Umschlag; zerstört)
- Kristallbilderbogen (Mappe mit fünf Farblithografien; 1923–1925)
- Mysterium (1919)
- Sternendröhnen (Holzschnitt, 1919; zerstört)
- Sterngebunden (Holzschnitt, 1919)
- Sternbewegung (Holzschnitt, 1919; zerstört)
- Geometrische Spiele, Nr. 9 (Holzschnitt, 1919)
- Gesetze (Holzschnitt, 1919)
- Kleine Höllenmaschine (Radierung, 1920; zerstört)
- Ferntaster II (Radierung, 1920)
- Verwandlung (Radierung, 1920)
- Opus XXXIII (Holzschnitt, Blatt 10 der Mappe „Neue europäische Graphik. Deutsche Künstler“; 3. Mappe der Bauhaus-Drucke; zerstört)

### Zeichnungen
- Sitzender Akt, Opus 2 (Kreide, 1929)
- Komposition mit zwei weiblichen Aktfiguren, Opus 5 (Bleistift)
- Der schlesische Adler (Kreide)

## Ehrungen
- Die Johannes-Molzahn-Straße in Duisburg wurde nach ihm benannt

## Nachlass
Der künstlerische Nachlass von Johannes Molzahn wird seit 2021 von VAN HAM Art Estate in Kooperation mit dem Johannes-Molzahn-Centrum in Kassel betreut. Der schriftliche Nachlass wird vom 1994 gegründeten Johannes-Molzahn-Centrum verwaltet.

## Veröffentlichungen (Auswahl)
- Auf dem Wege zur stahlzeitlichen Theatergestalt. In: Die Form, Jg. 1, 1925/26, Heft 5, S. 98–101 (Digitalisat).
- Ökonomie der Reklame-Mechane. In: Die Form, Jg. 1, 1925/26, Heft 7, S. 141–145 (Digitalisat).
- Breslau nach dem Kriege, 1928
- Nicht mehr lesen! Sehen! In: Das Kunstblatt, Jg. 12, 1928, Heft 3, S. 78–82